# Víctor Zambrano
Víctor Manuel Zambrano (Los Teques, Miranda, Venezuela, - 6 de agosto de 1975) es un ex lanzador de béisbol profesional venezolano. Jugó cerca de siete temporadas en las Grandes Ligas de Béisbol (MLB) desde 2001 hasta 2007. Llegó a ser el as de la rotación de los Tampa Bay Rays. En Venezuela, fue pieza clave de los Tigres de Aragua, entre 1998 y 2006. Entre 2007 y 2013 lanzó también con Navegantes del Magallanes, Tiburones de La Guaira y Leones del Caracas.

## Carrera profesional
Zambrano tenía un buen repertorio y un pitcheo agresivo, usando su bola rápida de 92-95 MPH, un cambio de velocidad y ocasionalmente un slider de calidad. Era un jugador del cuadro reconvertido a lanzador que cubrió bien su posición e hizo un buen trabajo aguantando a los corredores. Sin embargo, su eficacia se vio obstaculizada por la falta de control.

### Ligas menores
Zambrano fue firmado originalmente como agente libre por los New York Yankees en 1993. Comenzó su carrera profesional en 1994 con los GCL Yankees, pero fue dejado en libertad por el equipo antes de la temporada de 1996. Lo contrataron los Tampa Bay Rays, y pasó las siguientes temporadas trabajando en su organización de ligas menores antes de hacer su debut en las Grandes Ligas en 2001.

### Carrera en las Grandes Ligas (2001-07)
En 2003, lideró la Liga Americana en bases por bolas, lanzamientos descontrolados y bateadores golpeados; en 2004, nuevamente lideró el rubro de bases por bolas, a pesar de haber sido cambiado a la Liga Nacional a mitad de temporada. Los New York Mets lo adquirieron, junto con el relevista Bartolomé Fortunato, en un acuerdo muy criticado por involucrar al lanzador prospecto mejor clasificado Scott Kazmir y al lanzador de ligas menores Joselo Díaz.
El 6 de mayo de 2006, Zambrano sufrió un desgarro en el tendón del codo de lanzar, lo cual lo incapacitó por el resto de la temporada. Los médicos encontraron inesperadamente un ligamento del codo desgarrado durante la cirugía, el 15 de mayo, lo cual resultó en la segunda cirugía de codo de Tommy John de su carrera. Se esperaba que Zambrano quedara fuera de juego hasta bien entrada la temporada 2007, por lo cual los Mets no lo ofrecieron renovación de contrato y se convirtió en agente libre en diciembre de 2006.
El 30 de enero de 2007, Zambrano firmó un contrato de ligas menores, con una invitación a los entrenamientos de primavera de las Grandes Ligas con los Toronto Blue Jays. Apareció en solo ocho juegos (dos de ellos como titular), antes de ser liberado el 9 de julio. Después de llegar a un acuerdo de ligas menores con los Piratas de Pittsburgh, su contrato fue comprado por los Orioles de Baltimore el 9 de septiembre de 2007. Durante el resto de la temporada 2007, apareció en 5 juegos para los Orioles, hizo 2 aperturas y tuvo marca de 0-1 con efectividad de 9.49. Después de la temporada 2007, los Orioles lo liberaron el 1° de octubre.

### De vuelta a las ligas menores
El 5 de febrero de 2008, firmó un contrato de ligas menores con una invitación a los entrenamientos de primavera con los Rockies de Colorado. El 7 de junio de 2008, los Rockies lo liberaron. Firmó con los Yankees de Nueva York el 31 de julio de 2008 y se convirtió en agente libre al final de la temporada.

### Liga de Béisbol Profesional China (Taiwán)
Zambrano comenzó la temporada 2009 en la Liga Mexicana con los Sultanes de Monterrey. Después de aparecer en 16 juegos con los Sultanes, fichó a La New Bears de la Liga de Béisbol Profesional China de Taiwán en agosto. Hizo su debut el 1° de septiembre, y lanzó seis entradas permitiendo dos carreras limpias. Perdió ante la Uni Lions de Nerio Rodríguez 9 a 5.

### Liga mexicana
Al concluir la temporada 2009, ningún equipo había requerido sus servicios y decidió retirarse del béisbol. Intentó brevemente una remontada en la Liga Mexicana en 2010 con los Dorados de Chihuahua, pero fue dejado ir después de aparecer en ocho juegos con una efectividad de 7.02. 

### Liga Venezolana de Beisbol Profesional
Zambrano inició su carrera en la Liga Venezolana de Béisbol Profesional en la temporada 1998-1999, a la edad de 23 años. Su primer club fueron los Tigres de Aragua, con quienes participó en 6 campañas, -durante la dinastía dirigida por Buddy Bailey- en 66 partidos y dejó cifras de 8 juegos ganados, 4 perdidos y 18 salvados, con una efectividad de 3.61, y 105 ponches.
Para la temporada 2007-2008, fue transferido a los Navegantes del Magallanes con quienes transitó por tres campañas y dejó estadísticas de 4 victorias por 11 derrotas en 29 juegos (120,2 entradas lanzadas) con 78 ponches. Posteriormente pasó a formar parte de los Tiburones de La Guaira por dos temporadas y su última zafra fue parte de los Leones del Caracas, con quienes se retiró en el año 2013.
Zambrano es presidente de los Centauros de La Guaira, equipo de expansión de la Liga Mayor de Beisbol Profesional. El 11 de abril de 2022, fue nombrado presidente de los Tigres de Aragua.

## Vida personal
- Con frecuencia se ha pensado erróneamente que Víctor está emparentado con el ex lanzador de los Cachorros de Chicago y los Marlins de Miami, Carlos Zambrano. Tanto Carlos como Víctor Zambrano son venezolanos. Aunque vivían a solo una hora de distancia cuando eran niños, nunca se conocieron. No obstante, en 2005 se enfrentaron en un partido lleno de coincidencias: Víctor Zambrano (Mets) le ganó a Carlos Zambrano (Cachorros) en el Shea Stadium, 6-1. Además del apellido, los dos lanzadores también llevaban el mismo dorsal (38). Ambos entraron al juego con el mismo número de victorias en su carrera (41) y los equipos comenzaron la serie con registro de 54-54.[7]

- En octubre de 2009, su madre. Elizabeth Méndez Zambrano, de 56 años de edad, fue secuestrada en una finca, ubicada en los Valles de Tucutunemo, un poblado agrícola cercano a la ciudad de Maracay, a unos 150 kilómetros al este de Caracas. El padre del pelotero se dedicaba a la cría de ganado. Fue rescatada tres días después por miembros de la policía nacional venezolana. Tres sospechosos fueron arrestados. Un cuarto sigue prófugo.[8][9]